# Renzo Rubino
Renzo Rubino, all'anagrafe Oronzo Rubino (Taranto, 17 marzo 1988), è un cantautore italiano.

## Biografia
Renzo Rubino nasce a Taranto, ma trascorre tutta la sua infanzia e adolescenza a Martina Franca.

### Gli esordi e il primo album
L'infanzia la trascorre a Martina Franca, dove poi frequenta il liceo artistico Lisippo. All'età di 19 anni forma un gruppo musicale, i KTM, e diventa pianista e cantante di un night club pugliese. Dal 2008 comincia ad esibirsi sulla piazza pugliese con Pianafrasando, piccolo spettacolo musicale (voce e piano) ideato dallo stesso Rubino.
Nel 2010 esce il suo primo disco Farfavole, prodotto dall'etichetta discografica Spaghetti Record. Inizia a frequentare i corsi del CPM, dove incontra Andrea Rodini, suo attuale produttore artistico. Nel 2011, col brano Bignè, è tra i vincitori del festival Musicultura di Macerata. Sempre nel 2011 ha aperto i concerti di Antonella Ruggiero e Brunori Sas. Ad accompagnarlo nei suoi concerti Gli Altri, Fabrizio Faco Convertini al basso, Andrea Libero Cito al violino e Andrea Beninati a batteria, percussioni e violoncello.

### Sanremo Giovani 2013 e il secondo album

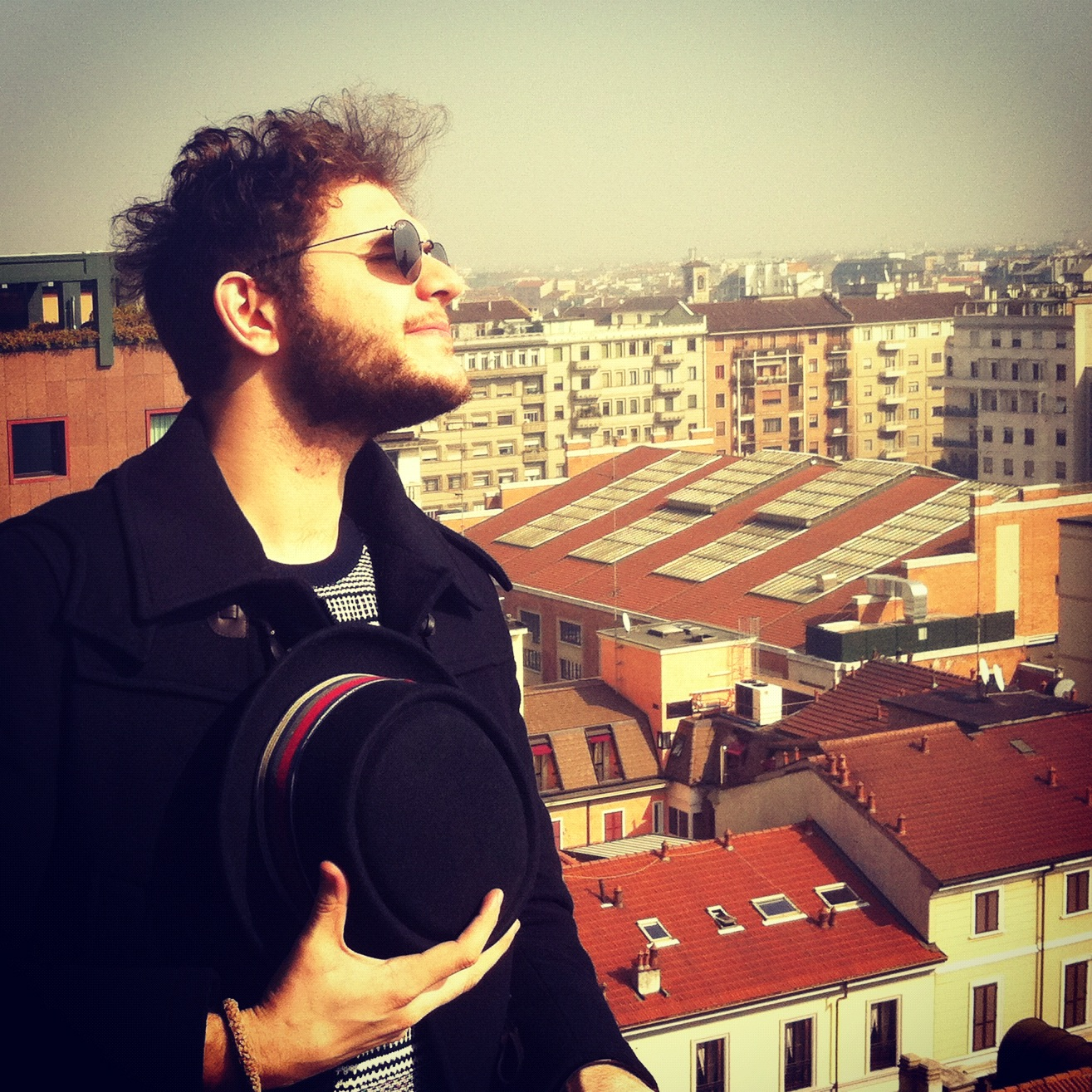
Renzo Rubino nel 2013

Nel febbraio 2013, avendo superato le selezioni dell'Area Sanremo, partecipa al Festival della canzone italiana, nella categoria Giovani, con un singolo che tratta la tematica dell'amore gay intitolato Il postino (amami uomo). La canzone si posiziona al 3º posto nella finale del 15 febbraio 2013 e si aggiudica il Premio della Critica del Festival della canzone italiana "Mia Martini" nella suddetta categoria. Il brano Il postino (amami uomo) ha visto la collaborazione del tenore David Righeschi, mentre sul disco la voce tenorile è di Matteo Falcier.
Contemporaneamente alla partecipazione a Sanremo esce, il 14 febbraio 2013, il secondo album di Rubino, Poppins, edito dalla casa discografica Warner Music. L'album contiene anche la canzone con la quale ha partecipato al concorso canoro sanremese e una cover di Domenico Modugno, Milioni di scintille, che vanta la collaborazione di Fabrizio Bosso alla tromba.
Nel 2013 partecipa come concorrente nella categoria Giovani al Summer Festival, condotto da Alessia Marcuzzi e Simone Annicchiarico. Nello stesso anno è il vincitore Next Generation ai Wind Music Awards e del Premio Lunezia 2013 per la qualità Musical-letteraria dell'album Poppins. Sempre nel 2013, partecipa alla nona edizione, nonché decennale della scomparsa del famoso cantautore, del Festival teatro canzone Giorgio Gaber e torna, questa volta come ospite, a Macerata per le serate finali di Musicultura.

### Festival di Sanremo 2014 e il terzo album
Il 18 dicembre 2013 viene annunciata da Fabio Fazio la partecipazione dell'artista al Festival di Sanremo 2014, nella categoria Campioni. Alla manifestazione presenta i brani Ora e Per sempre e poi basta. Con il brano Ora il cantante si classifica al 3º posto nella classifica finale, mentre l'orchestra gli assegna il premio al Miglior arrangiamento Sezione Campioni per il brano Per sempre e poi basta, arrangiato e diretto dal Maestro Marcello Faneschi.

### Il quarto album e il Festival di Sanremo 2018
Il 3 marzo 2017 esce il suo nuovo singolo intitolato La la la. Il 31 marzo 2017 esce, invece, il suo quarto album, intitolato Il gelato dopo il mare. L'anno successivo partecipa alla sessantottesima edizione del Festival di Sanremo con il brano Custodire, arrangiato e diretto dal maestro Marcello Faneschi, classificandosi al 13º posto. Nella serata dei duetti ha cantato il brano insieme a Serena Rossi.
Porto Rubino
Dal 2019 l'artista va per mare con un festival itinerante chiamato Porto Rubino. Lo stesso diventa prima docufilm per Skyarte e selezionato alla festa del cinema di Roma e dal 2022 programma televisivo per Rai 2. 
Sanremo 2023
Torna a Sanremo con Levante nella serata dei duetti con "Vivere" di Vasco Rossi accompagnata al piano dall'artista pugliese.

## Discografia

### Album
- 2011 – Farfavole
- 2013 – Poppins
- 2014 – Secondo Rubino
- 2017 – Il gelato dopo il mare
- 2024 – Il silenzio fa boom

### Singoli
- 2013 – Il postino (amami uomo)
- 2013 – Pop
- 2014 – Ora
- 2014 – Sottovuoto
- 2017 – La la la
- 2018 – Custodire
- 2018 – Il segno della croce
- 2019 – Dolcevita
- 2020 – Porto Rubino
- 2021 – Lasciami stare
- 2021 – Giocare
- 2023 – La Madonna della ninna nanna

## Videografia

### Video musicali
- 2013 – Il postino (amami uomo)
- 2013 – Pop
- 2014 – Ora
- 2014 – Per sempre e poi basta
- 2014 – Sottovuoto
- 2017 – La La La
- 2018 – Custodire
- 2018 – Il segno della croce
- 2019 – Dolcevita
- 2021 – Lasciami stare

## Tour
- 2011 - Farfavole Tour[5]
- 2013 - Poppins Tour[3]
- 2014 - Secondo Rubino Tour
- 2018 - Rubinoland
- 2019 - TASTI - Tre pianoforti in tour

## Premi e riconoscimenti
2011
- Vincitore Festival Musicultura con il singolo Bignè (canzone più votata dal pubblico di Rai Radio 1)

2012
- Vincitore dell'accademia Area Sanremo

2013
- Premio della Critica del Festival della canzone italiana "Mia Martini" nella categoria Giovani del Festival di Sanremo
- Premio Contest Next Generation ai Wind Music Awards[6]
- Premio Lunezia Pop d'Autore per la qualità Musical-Letteraria dell'album Poppins al Premio Lunezia
- Premio Artista emergente dell'anno al Tour Music Fest

2014
- Premio Miglior arrangiamento Sezione Campioni al Festival di Sanremo per la canzone Per sempre e poi basta, arrangiato dal Maestro Marcello Faneschi.
- Premio Nazionale Mediterraneo per il miglior videoclip con Sottovuoto (regia di Duccio Forzano)

## Partecipazioni al Festival di Sanremo
| Edizione             | Brani (autori - compositori)                                                                                           | Brano designato (rimasto in gara dopo votazione) | Duettante (brano)                                                      | Direttore d'orchestra                                        | Piazzamento |
| -------------------- | --- | ------------------------------------------------ | ---------------------------------------------------------------------- | ------------------------------------------------------------ | ----------- |
| Sanremo Giovani 2013 | Il postino (amami uomo) (Renzo Rubino e Andrea Rodini - Renzo Rubino)                                                  | —                                                | —                                                                      | Andrea Rodini                                                | 3º          |
| Sanremo Artisti 2014 | Ora (Renzo Rubino e Andrea Rodini - Renzo Rubino) Per sempre e poi basta (Renzo Rubino e Andrea Rodini - Renzo Rubino) | Ora                                              | - Simona Molinari (Brano omaggio serata "Sanremo Club": Non arrossire) | Andrea Rodini                                                | 3º          |
| Sanremo Artisti 2018 | Custodire (Renzo Rubino)                                                                                               | Custodire                                        | - Serena Rossi (durante la serata dei duetti)                          | Marcello Faneschi - Paolo Palazzo (solo nella quarta serata) | 13º         |